# Namibia National Soccer League 1989
Die Saison 1989 der Namibia National Soccer League fand 1989 in ihrer fünften Saison als Liga Namibias in Südwestafrika statt. Fußballmeister wurde zum zweiten Mal Black Africa aus Windhoek.

## Abschlussplatzierung
1. Black Africa
2. Explorers Eleven
3. Blue Waters
4. Orlando Pirates
5. Robber Chanties
6. Young Ones
7. African Stars
8. Chief Santos
9. Sorrento Bucs
10. Tigers
11. Life Fighters
12. Golden Bees
13. Eleven Arrows
14. Cuca Tops
15. Benfica Tsumeb
16. Golden Rivers